# Vendita di una schiava romana
Vendita di una schiava romana (in francese: Vente d'esclaves à Rome; in russo Продажа невольницы?, Prodaža nevol'nicy) è un dipinto a olio su tela del pittore francese Jean-Léon Gérôme, realizzato nel 1884 circa. Il quadro oggi è conservato nel museo dell'Ermitage di San Pietroburgo.

## Descrizione

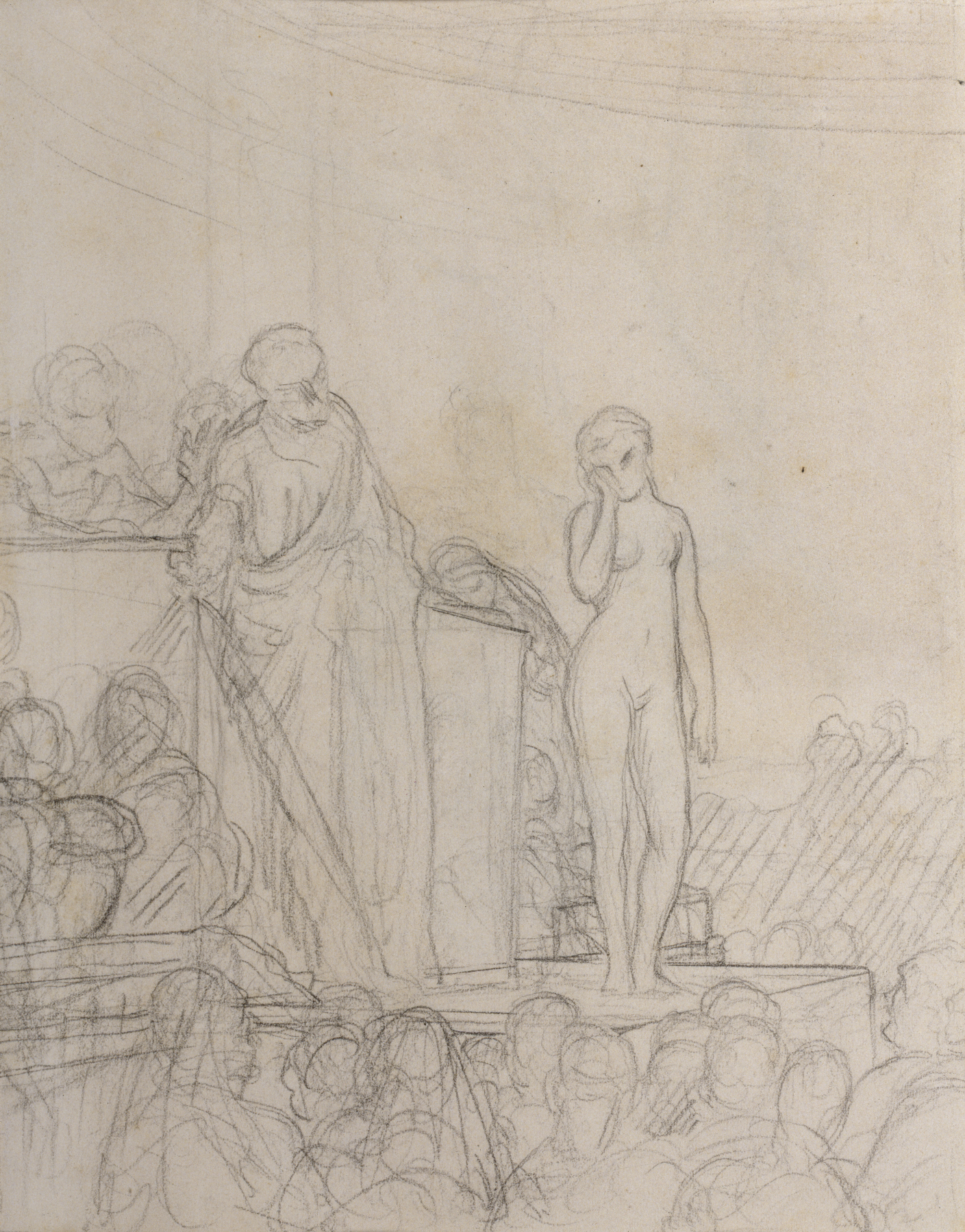
Uno studio per il dipinto conservato al Walters Art Museum di Baltimora.

Il quadro è ambientato in un mercato di schiavi nell'antica Roma. Al centro della pedana si trova una donna completamente nuda che è stata appena spogliata dal trafficante di schiavi situato alla sua destra, il quale la mostra alla folla. La donna si copre gli occhi con la mano destra a causa della situazione umiliante che la vede esposta ad una folla così vasta. Un'altra donna più giovane, anche lei nuda, è seduta per terra e cerca di coprirsi con le braccia e le gambe.
Dietro la giovane seduta per terra si trova una donna più adulta, avvolta da un velo nero, che regge un neonato. Accanto a lei si trovano due bambini nudi, forse i suoi figli. Il volto della donna è avvolto dal terrore, perché lei sa che presto sarà messa all'asta e che probabilmente sarà separata per sempre dai suoi bambini.
Dietro la bancarella due uomini registrano le vendite, mentre dietro di loro si trova un altro gruppo di schiavi (tra questi sono presenti un anziano e un uomo dalla pelle scura).
Quest'opera è molto simile al dipinto Il mercato romano degli schiavi realizzato da Gérôme nello stesso anno. Gérôme, infatti, realizzò vari dipinti raffiguranti il tema della schiavitù ambientati nel mondo romano o in quello mediorientale, raffigurando sia la disperazione degli schiavi messi in vendita sia le pose sensuali dei personaggi e il nudo estetico.